# Microchirus variegatus
La sogliola fasciata o sogliola (Microchirus variegatus) o conosciuta anche come sogliola cuneata (Regolamento (CE) N. 1543/2000 o G.U. della Repubblica Italiana 2ª Serie speciale - n. 74 del 29-9-2016) o sogliola variegata (Wikipedia e altro nome maggiormente conosciuto), è un pesce di mare della famiglia Soleidae.

## Distribuzione e habitat
Questa specie è presente nel mar Mediterraneo e nell'Oceano Atlantico orientale tra le isole Britanniche e la Mauritania. È comune nei mari italiani, soprattutto nel mar Tirreno e nel mar Ligure e più rara nel mar Adriatico.
 
Vive su fondi mobili tra gli 80 ed i 400 metri, talvolta più in superficie.

## Descrizione
Ha un aspetto molto simile a quello della sogliola, se non per le dimensioni inferiori (fino a 15 cm) e per la caratteristica livrea. Il colore di fondo è bruno o bruno rossiccio con 4 o 5 fasce trasversali più scure, irregolari e talvolta interrotte. Sulle pinne dorsale ed anale in corrispondenza delle fasce sono presenti delle macchie scure.

## Riproduzione
Avviene tra gennaio e maggio, le uova sono pelagiche. Molti dettagli sulla sua biologia restano ignoti.

## Pesca
Si cattura con le reti a strascico ma non ha importanza pratica sebbene commestibile.